# Otolelus neglectus
Otolelus neglectus is een keversoort uit de familie schijnsnoerhalskevers (Aderidae). De wetenschappelijke naam van de soort werd in 1863 gepubliceerd door Pierre Nicolas Camille Jacquelin du Val.